# Libia
Libia (în limba arabă ليبيا, Lībyā), cu numele oficial Statul Libia, este o țară din nordul Africii. Are frontieră cu Marea Mediterană la nord, vest cu Tunisia și Algeria, la sud-vest cu Nigerul, la sud cu Ciadul, iar la sud-est și est cu Egiptul și Sudanul.
Libia este de circa patru decenii o mare producătoare și exportatoare de petrol, ceea ce a dus la ridicarea nivelului de trai a locuitorilor ei.
În prezent, Libia a fost declarată ca având populația cu cea mai mare speranță de viață din Africa (dar în număr de unități este depășită doar de insula britanică Sf. Elena), și anume 74 de ani.

## Istorie
Articol principal: Istoria Libiei
Primele indicații ce apar în istorie despre Libia, se referă la mercenarii libieni angajați în Egiptul antic, în primul mileniu î.Hr. De asemenea armata cartagineză a lui Hannibal Barca, a angajat numeroși mercenari libieni, care mai târziu au ajuns să constituie partea cea mai puternică a infanteriei ei în faimoasa expediție punică peste Alpi în peninsula italiană. Coasta libiană a fost vizitată de către greci și fenicieni, iar mai târziu, dominată de Imperiul Roman, de vandalii conduși de regele Genseric, de Imperiul Bizantin, apoi de arabi și în sfârșit de Imperiul Otoman.
În 1912, Libia a fost invadată de către Italia. Până atunci, din cauza valorii economice reduse și a poziției strategice mai puțin importante (fiind controlată de șefi beduini) a scăpat de voracitatea puterilor imperiale din Europa, dar italienii, care voiau să-și creeze și ei un imperiu colonial, nu aveau în acea perioadă la dispoziție niciun alt obiectiv mai potrivit pentru a-l anexa, iar proximitatea geografică a Libiei cu peninsula apenină le-a facilitat fără îndoială planurile. Dominația italiană asupra Libiei, sau o numeau ei -Tripolitania, a durat până la sfârșitul celui de al Doilea Război Mondial, în timpul conflagrației teritoriul Libiei fiind teatrul luptei între Afrika Korps a lui Erwin Rommel, de partea Axei, și trupele Marii Britanii, sub comanda lui Montgomery.
La sfârșitul războiului aliații nu s-au înțeles în privința viitorului fostei colonii italiene. În acel moment Libia avea un teritoriu de cinci ori mai mare decât Italia. Cu toate acestea, populația ei nu depășea un milion de locuitori, ceea ce facea să reprezinte o destinație potrivită de colonizare pentru unii italieni, care începuseră să caute noi locuri de emigrație după război. Dezacordul dintre puterile occidentale și Uniunea Sovietică a făcut ca ONU să decidă să acorde independența acestei țări, sub conducerea regelui Idris I.
Astfel, Libia a devenit prima colonie africană, care a obținut independența. Mai târziu puterile europene au regretat aceasta, deoarece au ajutat în acest fel să stimuleze și alte colonii africane să revendice independența. În plus, așa s-a pierdut o ultimă șansă de a construi un stat în stil european pe coasta de sud a Mării Mediterane.
Din 1969 până în 2011, Libia a fost guvernată prin intermediul unui sistem pseudo-democratic. Muammar Gaddafi era o figura emblematică și lider al revoluției, deși nu avea nici alt post oficial. Într-adevăr, Muammar Gaddafi a introdus un sistem de guvernământ de tip „socialist arab” sui generis, a proclamat Libia nu „republică” (jumhuriyya) ca alte state arabe, ci jamahiriyya („statul maselor”) care se pretinde a fi fost un sistem democratic de exercitare a puterii poporului prin implicare directă în procesul de luare a hotărârilor (putere populară). În realitate era un sistem de dictatură personală. Inspirat de o ideologie panarabă și islamică sui generis („Cartea verde”), și având la dispoziție mari resurse financiare ca urmare a exportului de petrol, colonelul Gaddafi a sponsorizat în trecut acțiuni de gherilă și atentate împotriva țărilor occidentale și SUA. În urma unor asemenea acte, președintele SUA, Ronald Reagan, a ordonat în anul 1986 bombardarea unor obiective militare în capitala Tripoli și în orașul Benghazi. În aceste bombardamente au pierit și un număr de civili, între care și Jana, o fiică adoptivă a conducătorului libian.
La sfârșitul anilor ’80 ai secolului al XX-lea, două avioane civile au explodat ca urmare a unor atacuri teroriste, unul în Regatul Unit al Marii Britanii (căzând deasupra localității scoțiene Lockerbie și unul în Africa (atacul asupra zborului UTA 772, prăbușit în apropierea oazei Bilma Bilma, Niger, din Niger). Statele Unite, Marea Britanie și Franța au acuzat Libia de aceste acțiuni și au întreprins o serie de sancțiuni care să conducă la izolarea regimului libian.
În tot cursul anilor 1970-2000, Libia, sub conducerea lui Gaddafi a jucat un rol activ în viața continentului african, mai ales în Africa Neagră, în care a căutat să dețină un rol conducător. Ea a fost implicată în mișcări subterane și de gherilă sau în lovituri de stat - în regiuni diferite - Uganda, în Cornul Africii, în Liberia și Sierra Leone, în Ciad, Burkina Faso etc. De asemenea a sprijinit lupta contra regimului de apartheid din Africa de Sud.
De asemenea liderul Libiei a încercat, după modelul politicii din trecut a lui Gamal Abdel Nasser și a Partidului Baas din Siria și Irak, să tindă spre unificarea țărilor arabe - astfel a încercat întemeierea de federații, dovedite efemere, cu Egiptul și Sudanul, apoi cu Tunisia și Algeria.
In martie 2001 Uniunea Africană, care a luat locul Organizației Unității Africane O.U.A. a fost întemeiată printr-o ceremonie care a avut loc în orașul libian Sirt.
După atentatele organizației al-Qaida din 11 septembrie 2001, și după lansarea de către SUA și aliații ei a războiului care a dus la răsturnarea regimului taliban în Afghanistan și cea a regimului lui Saddam Hussein în Irak, în anul 2003 guvernul libian și-a recunoscut până la urmă responsabilitatea pentru atentatul de la Lockerbie și pentru cel contra zborului UTA 772 a avionului francez pe teritoriul Africii, și a ajuns la acorduri prin care s-a angajat să acorde despăgubiri familiilor victimelor din cele două avioane. Ca rezultat, în ultimii ani au fost ridicate sancțiunile contra Libiei. Libia a fost vizitată în urma acestei cotituri diplomatice, de primul ministru britanic Tony Blair și de secretarul de stat american Condoleezza Rice, iar colonelul Gaddafi a beneficiat de o primire solemnă la Paris, unde și-a exprimat însă opoziția față de inițiativa președintelui Sarkozy a fondării unei Uniuni mediteraneene.
După ce mișcările populare au răsturnat conducătorii Egiptului și Tunisiei, vecinii săi de vest și est, Libia a experimentat un început de revoltă la scară largă pe 17 februarie 2011. Până la 20 februarie, neliniștea s-a răspândit până la Tripoli. Pe 21 februarie 2011, Saif al-Islam, fiul cel mai mare a lui Gaddafi, a vorbit la televiziune libiană de temerile sale că țara ar fragmentat și se înlocuiește cu „15 emirate islamic fundamentalist”, în cazul în care revolta a cuprins intregul stat. El a admis că „greșelile au fost făcute” reprimând recentele proteste și a anunțat planurile pentru o convenție constituțională, dar a avertizat că bogăția și prosperitatea economică a țării a fost recent la risc și au amenințat „râuri de sânge”, în cazul în care protestele continuă.
La 27 februarie 2011, Consiliul Național de Tranziție a fost stabilit. A fost condus de Mustafa Abdul Jalil, fostul ministru de justiție a lui Gaddafi. Rolul lui a fost de a administra zonele aflate sub control rebelilor. Aceasta a marcat primul efort serios de a organiza opoziția largă bazată pe regimului Gaddafi. În timp ce Consiliul s-a stabilt în Benghazi, a susținut Tripoli drept capitală. Hafiz Ghoga, un avocat al drepturilor omului, mai târziu a asumat rolul de purtător de cuvânt al Consiliului. La 10 martie 2011, Franța a devenit primul stat care a recunoscut oficial consiliul în calitate de reprezentant legitim al poporului libian.
La 19 martie 2011 a fost aprobată rezoluția 1973 a Consiliului de Securitate al ONU, cu zece voturi pentru și cinci abțineri, fiind prevăzută o zonă de excludere aeriană asupra Libiei. China și Rusia s-au abținut de la vot, dar nu și-au folosit dreptul de veto pentru blocarea rezoluției.
După încheierea summit-ului de la Paris, aproximativ 20 de aeronave militare franceze au fost implicate în operațiunea declanșată de armata franceză în Libia, De asemenea, nave americane au lansat primele rachete asupra Libiei, iar un submarin britanic a lansat mai multe rachete Tomahawk spre artileria antiaeriană a Libiei. Rusia și China și-au exprimat regretul față de bombardamentele coaliției internaționale din Libia. După câteva operațiuni militare împotriva orașelor controlate de guvernul socialist, ele sunt capturate și Gaddafi este ucis, marcând victoria revoluționarilor libieni, susținuți de NATO.
Vezi și:
- Istoria militară a Italiei în timpul celui de-al Doilea Război Mondial
- Imperiul colonial francez

## Politică
Libia este în prezent guvernată de Consiliul Național de Tranziție.
Vezi și:
- Politicieni libieni: Hussein Maziq, Mahmud al-Muntasir, Abdul Hamid al-Bakkoush, Muhammad Sakizli, Mustafa Ben Halim
- Politica Libiei
- Eurabia

## Districte
Libia a fost împărțită în trecut sub formă de guvernorate sau muhafazat, apoi se organizează teritoriul său în 25 de municipii sau baladiyat. Ulterior, țara a fost împărțită în 34 de sha'biyat. Apoi s-a restrâns la 22 de sha'biyat.
| Arabă        | Română             |
| ------------ | ------------------ |
| البطنان      | Al Butnan          |
| درنة         | Darnah             |
| الجبل الاخضر | Al Jabal al Akhdar |
| المرج        | Al Marj            |
| بنغازي       | Benghazi           |
| الواحات      | Al Wahat           |
| الكفرة       | Al Kufrah          |
| سرت          | Sirt               |
| مرزق         | Murzuq             |
| سبها         | Sabha              |
| وادي الحياة  | Wadi Al Hayaa      |
| مصراتة       | Misratah           |
| المرقب       | Al Murgub          |
| طرابلس       | Tripoli            |
| الجفارة      | Al Jfara           |
| الزاوية      | Az Zawiyah         |
| النقاط الخمس | An Nuqat al Khams  |
| الجبل الغربي | Al Jabal al Gharbi |
| نالوت        | Nalut              |
| غات          | Ghat               |
| الجفرة       | Al Jufrah          |
| وادي الشاطئ  | Wadi Al Shatii     |

Vezi și:

Harta administrativă a Libiei (2007)

- Lista diviziunilor administrative ale țărilor din Africa

## Geografie
Articol principal: Geografia Libiei

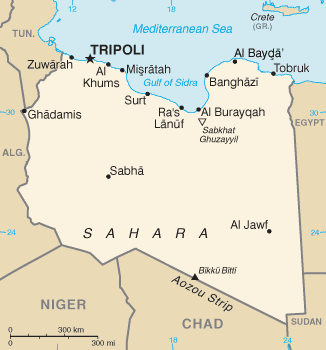
Harta Libiei.

Teritoriul Libiei se extinde între paralela 19.44 și 32.88 grade latitudine nordică și între meridianele 9.41 și 25.22 longitudine estică. Deșertul constituie marea parte a teritoriului libian, iar pământul este un platou, o extensie a platoului african, iar câmpia de coastă se întinde de-a lungul Mediteranei. Oaze, multe făcând parte din munții Jabal al-Akhdar până la Mediterana în nord-est, muntele Nafusah în nord-vest, munții Tibesti în sud cu vârful de 2.286 metri.
Libia este cea mai deșertică țară din lume, 98 % din teritoriul său fiind caracterizat de deșerturi de nisip și stâncoase, restul țării find acoperit de zone în care se poate practica agricultura în mod natural, adică zone agricole în excepția oazelor, majoritatea acestor zone găsinduse în nordul regiunii Cirenaica, regiune situata în nord-estul țării, având graniță în nord cu marea Mediterana.
Vezi și:
- Deșertul Libian
- Lista țărilor după punctul de maximă altitudine

## Economie
Articol principal: Economia Libiei
1. Petrol și gaze naturale (90 % din veniturile provenite din export).
2. Industria: petrochimică și energetică, metalurgică, ușoară (textilă), extractivă. Arte artizanale tradiționale.
3. Agricultura: culturi de cereale, măsline, citrice, curmale.

## Demografie
Articol principal: Demografia Libiei

Hartă care indică compoziția etnică a Libiei

Libia are o populație mică care trăiește pe o suprafață mare. Densitatea populației este de aproximativ 50 de persoane pe km² în cele două regiuni nordice Tripolitania și Cirenaica, dar scade la mai puțin de o persoană pe km² în restul teritoriului. Nouăzeci la sută din oameni trăiesc în mai puțin de 10 % din suprafață, majoritatea trăiesc în primul rând de-a lungul coastei. Aproximativ 88% din populație este urbană, cea mai mare parte este concentrată în cele mai mari trei orașe, Tripoli, Benghazi și Al Bayda'. Libia are o populatie de aproximativ 6,5 milioane, iar circa jumătate dintre locuitori sunt sub vârsta de 15 ani. În 1984 populația a ajuns la 3,6 milioane și a crescut cu aproximativ 4% pe an, fiind una dintre cele mai mari rate din lume. Totalul populației din 1984 a reprezentat o creștere de la 1,54 milioane în 1964.
Nativii libieni sunt în principal berberi, berberi arabizați și turci; etnici „puri” arabi sunt în principal, triburile de beduini din deșert și tuaregi. Mici grupuri tribale hausa și tebu din sudul Libiei sunt nomazi sau seminomazi. Printre rezidenții străini, cele mai mari grupuri sunt cetățeni ai altor națiuni africane, inclusiv nord-africani (în primul rând egipteni) și africani din regiunea subsahariană. În 2011, au fost, de asemenea, aproximativ 60.000 de cetățeni din Bangladesh, 30.000 de chinezi și 30.000 de filipinezi în Libia. Libia este casă pentru o populație mare ilegală care numără mai mult de un milion, majoritatea egipteni și africani subsaharieni. Libia are o mică minoritate italiană. Anterior, exista o prezență vizibilă de coloniști italieni, dar mulți au plecat după independența din 1947 și mult mai mulți au plecat în 1970, după instalarea la putere a lui Muammar al-Gaddafi.
În Libia sunt peste 140 de triburi și clanuri. Principala limbă vorbită în Libia este araba (dialectul libian), care este vorbită de 80 % din libieni, și limba arabă modernă standard care este, de asemenea, limba oficială; limbi berbere și tuarege sunt folosite de 20 % din populație, dar nu au statut oficial, aceste limbi sunt vorbite de berberii și tuaregii din sud alături de limba arabă.

## Cultură
Articol principal: Cultura Libiei
Religie 

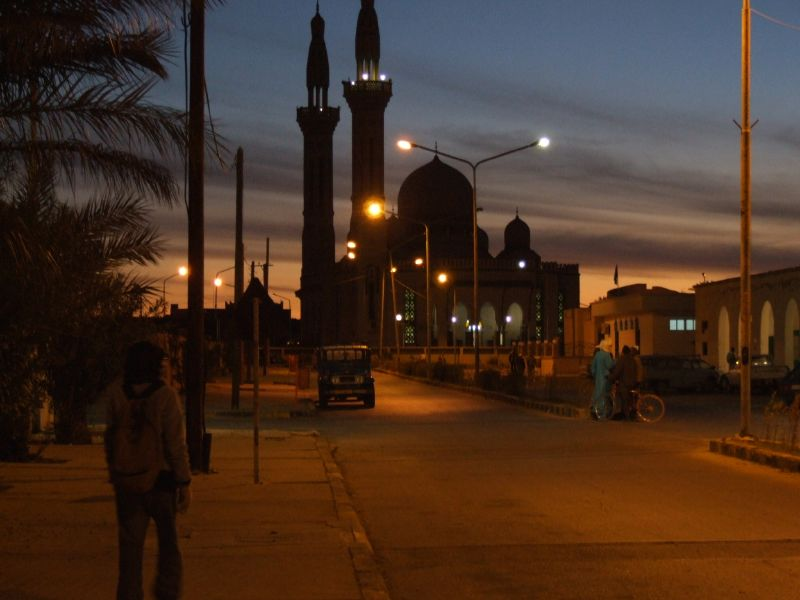
Moschee în Gadames

Religia predominantă în Libia este Islamul, aproximativ 97 % din populație aparține acestei religii.

### Patrimoniu mondial UNESCO
Până în anul 2011 pe lista patrimoniului mondial UNESCO au fost incluse 5 obiective din această țară:
- Leptis Magna[14]
- Sabratha[15]
- Kyrene (Cirene)[16]
- Picturile rupestre din regiunea Tadrart Acacus[17]
- Nucleul urban vechi din Ghadames[18]

Vezi și:
- Listă de scriitori libieni

## Alte subiecte
- Iman al-Obeidi (avocată)
- Federația Libiană de Fotbal
- Echipa națională de fotbal a Libiei